# Viktor Nosov
Viktor Vasyl'ovyč Nosov (in ucraino Віктор Васильович Носов?; Stalino, 19 luglio 1940 – Donec'k, 17 aprile 2008) è stato un allenatore di calcio e calciatore sovietico, dal 1991 ucraino, di ruolo difensore.
Con lo Šachtër Donec'k vinse due Coppe dell'URSS (1980 e 1983) e una Supercoppa sovietica (1984), perdendo due edizioni di quest'ultimo trofeo - nel 1981 e nell'1986 - entrambe contro la Dinamo Kiev di Valeri Lobanovski. Il Colonnello batté Nosov anche nella finale di Kubok SSSR 1984-1985 (2-1).

## Palmarès

### Allenatore
- Kubok SSSR: 2

Shakhtyor Donetsk: 1980, 1983
- Superkubok SSSR: 1

Shakhtyor Donetsk: 1984